# Trevor Lake
Trevor M. Lake (sinh ngày 2 tháng 1 năm 1968) là một cựu cầu thủ bóng đá người Anh thi đấu ở vị trí thủ môn cho Colchester United.

## Sự nghiệp
Sinh ra ở Orpington, Lake khởi đầu sự nghiệp với tư cách học việc cho West Ham United, mặc dù không có trận nào ở đội một. Ông gia nhập Colchester United và có trận đấu duy nhất với tư cách chuyên nghiệp trong thất bại 3-1 tại League Cup trước Fulham trên sân Craven Cottage vào ngày 18 tháng 8 năm 1987. Lake bị chấn thương sau 32 phút, được thay bởi tiền vệ John Reeves và buộc hậu vệ Tony English giữ khung thành của Lake. Lake đã giữ sạch lưới cho đến khi chấn thương buộc ông phải rời sân. Sau chấn thương, ông buộc phải giải nghệ theo lời khuyên y tế, sau đó ông thi đấu cho đội bóng non-league địa phương Stanway Rovers.